# Sprawa Czerwonego Kręgu
Sprawa Czerwonego Kręgu (ang. The Adventure of the Red Circle) – opowiadanie Arthura Conana Doyle’a z serii przygód Sherlocka Holmesa. Po raz pierwszy opublikowane w czasopiśmie „The Strand Magazine” w marcu - kwietniu 1911 z trzema rysunkami H. M. Brocka i jednym Józefa Simpsona. Przedrukowane w tomie Jego ostatni ukłon (1917).
Pani Warren prosi Holmesa o wyjaśnienie sprawy swego lokatora. Jakiś elegancki cudzoziemiec nie podając nazwiska wynajął u niej mieszkanie, zapłacił z góry więcej niż żądała, lecz postawił dziwne warunki. Nie chce być widzianym, instrukcje wskazujące czego potrzebuje zostawia na kartkach przed drzwiami. Pisane są drukowanymi literami, użycie liczby pojedynczej tam gdzie należy oczekiwać mnogiej sugeruje, że lokator słabo zna język angielski.
Sprawa wygląda na błahą, lecz wkrótce pan Warren zostaje napadnięty na ulicy. Porwano go do dorożki, potem wyrzucono z niej bez wyjaśnień. Holmes i doktor Watson ustawiają lustro w pokoju po drugiej stronie korytarza i w odbiciu podczas uchylenia drzwi widzą przez chwilę, że wskazane mieszkanie zamieszkuje jakaś kobieta. Jest piękna, wygląda na przestraszoną. Detektyw przeglądając ogłoszenia w gazetach, których żądała ona w ciągu ostatnich dni, odkrywa przesyłane do niej wiadomości. Posiłkując się tymi danymi z nastaniem nocy obserwuje okno w domu naprzeciw jej okna. Ktoś wysyła stamtąd świetlne sygnały. Holmes zakłada, iż liczba błysków odpowiada numerowi litery w alfabecie i odczytuje słowa attenta i pericolo (wł. uważaj i zagrożenie).
Ekranizacje:
- 1922 – Holmes – Eille Norwood, Watson – Hubert Willis[1]
- 1994 – Holmes – Jeremy Brett, Watson – Edward Hardwicke[2]